# 2ème Arrondissement (Cotonou)
Das 2ème Arrondissement ist ein Arrondissement im Departement Littoral in Benin. Es ist eine Verwaltungseinheit, die der Gerichtsbarkeit der Kommune Cotonou untersteht und selbst ein Teil des beninischen Hauptortes Cotonou ist. Gemäß der Volkszählung von 2013 hatte das 2ème Arrondissement 61.668 Einwohner, davon waren 29.426 männlich und 32.242 weiblich.

## Geographie
Als Teil der Stadt Cotonou liegt das Arrondissement im Süden des Landes nahe am Atlantik.
Das 2ème Arrondissement setzt sich aus 13 Stadtteilen zusammen:
1. Ahouassa
2. Djèdjè-Layé
3. Gankpodo
4. Irédé
5. Kowégbo
6. Kpondéhou
7. Kpondéhou Tchémè
8. Lom-Nava
9. Minontchou
10. Sènandé
11. Sènadé Sékou
12. Yénawa
13. Yénawa Daho